# آلیس هافمن
آلیس هافمن (انگلیسی: Alice Hoffman؛ زادهٔ ۱۶ مارس ۱۹۵۲) یک نویسنده، پدیدآور، و رمان‌نویس اهل ایالات متحده آمریکا است. شهرت او بیشتر به خاطر کتاب جادوی عملی است که در سال ۱۹۹۸ دستمایه ساخت فیلمی به همین نام قرار گرفت. وی هم‌چنین نویسنده فیلمنامه فیلم روز استقلال است.